# 沃利齊亞德魯加
49°43′32″N 26°41′19″E / 49.72556°N 26.68861°E
沃利察-德魯哈（烏克蘭語：Волиця Друга）是位於烏克蘭西部的村莊，由赫梅利尼茨基州裡赫梅利尼茨基區的扎斯盧奇內市鎮負責管轄。該村面積2.16平方公里，海拔高度298米，2001年人口329，人口密度每平方公里152.1人。